# Kerguelenia antiborealis
Kerguelenia antiborealis is een vlokreeftensoort uit de familie van de Kergueleniidae. De wetenschappelijke naam van de soort is voor het eerst geldig gepubliceerd in 1987 door Bellan-Santini & Ledoyer.